# Wolsdorf (Sieg)
Wolsdorf ist ein Stadtteil von Siegburg im Rhein-Sieg-Kreis im Süden Nordrhein-Westfalens. Wolsdorf liegt östlich des Stadtzentrums Siegburgs, zum Süden hin bildet die Sieg die natürliche Grenze zu Buisdorf. Östlich von Wolsdorf liegen die weiteren Siegburger Stadtteile Kaldauen und Stallberg.

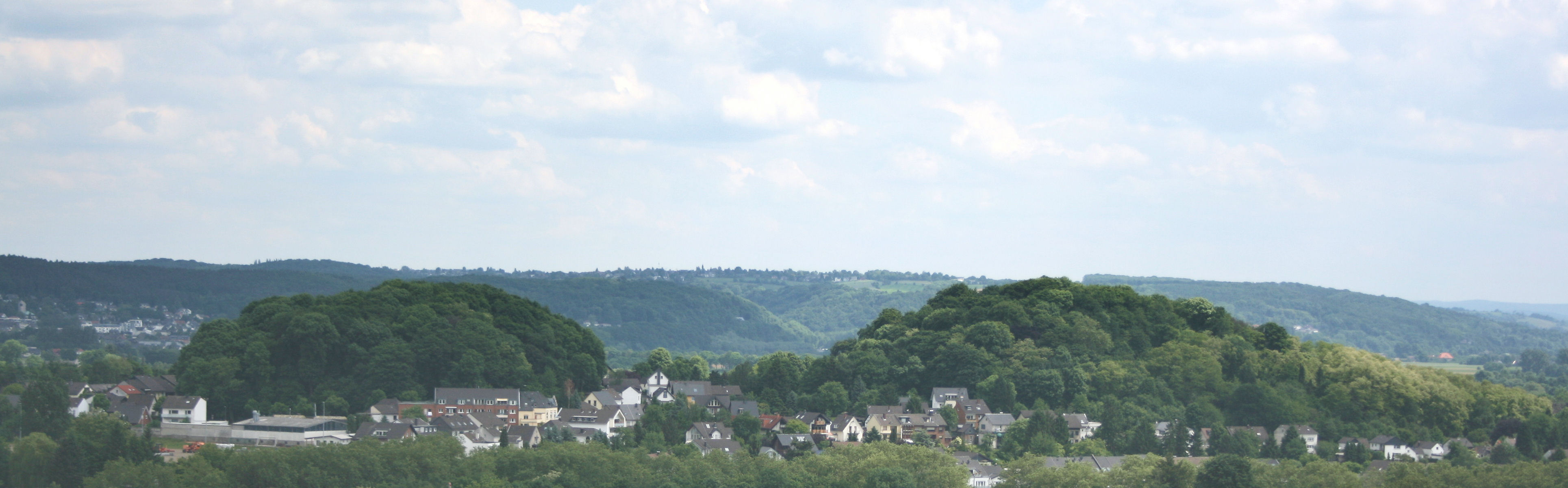
Die Wolsberge

## Geschichte
Bereits 1144, in einer Urkunde des Königs Konrad, wurde „Wolckeshemeroholz“ erwähnt, wohl als damalige Bezeichnung des Wolsdorfer Waldes. Der Begriff „Wolkerstorp“ taucht erstmals in einer Urkunde des Erzbischofs Rainald von Dassel 1166 auf. Bis 1857 gehörte Wolsdorf zur Stadtbürgermeisterei Siegburg. Ab 1. Januar 1858 wurden Troisdorf und Wolsdorf zur Landbürgermeisterei Siegburg, die ebenfalls von Siegburg aus verwaltet wurde. Die Landgemeinde Wolsdorf, zu der auch der Stallberg zählte, wurde im Zuge einer Gebietsreform am 1. April 1899 nach Siegburg eingemeindet. Laut Sitzungsprotokoll der öffentlichen Sitzung der Stadtverordneten-Versammlung betrug der Flächeninhalt 350 Hektar mit 1400 Einwohnern. An diesem Tag, so heißt es, endete die „Dreiheit“ Droistorp–Wolsdorp–Syberg (Troisdorf–Wolsdorf–Siegburg).

## Traditionen und Vereine

Wolsdorfer Maipaare 2004

Die beiden Junggesellenvereine Eintracht 1895 Alt-Wolsdorf und Rosenhügel (seit 1923) pflegen rheinische Sitten und Gebräuche wie die jährliche Mailehenversteigerung und das Fähndelschwenken, das zu örtlichen Anlässen wie Kirmes, Schützenfest oder Mainacht von den Fähnrichen der Vereine ausgeführt wird. In Wolsdorf ist eine Straße Auf der Papagei benannt, und zwar nach dem traditionellen Vogelschießen, das bis in die frühen 1920er Jahre als Schützenfest hier stattfand.

## Wahrzeichen
Die Wahrzeichen Wolsdorfs sind die beiden Wolsberge. Sie liegen in der Nähe des alten Dorfplatzes an der Riembergstraße bzw. an der Dammstraße. Heute werden die Wolsberge hauptsächlich für Feste und Veranstaltungen der Siegburger Vereine genutzt.

## Sport
- In Wolsdorf ist die seit 1906 bestehende Turn- und Sportvereinigung 06 Wolsdorf e. V. (Fußball, Frauengymnastik, Tischtennis) ansässig.
- In Wolsdorf befindet sich das städtische Schwimmbad „Oktopus“. Es verfügt über ein Freibad mit Liegewiesen und ein Hallenbad.

## Gebäude

### Kirche

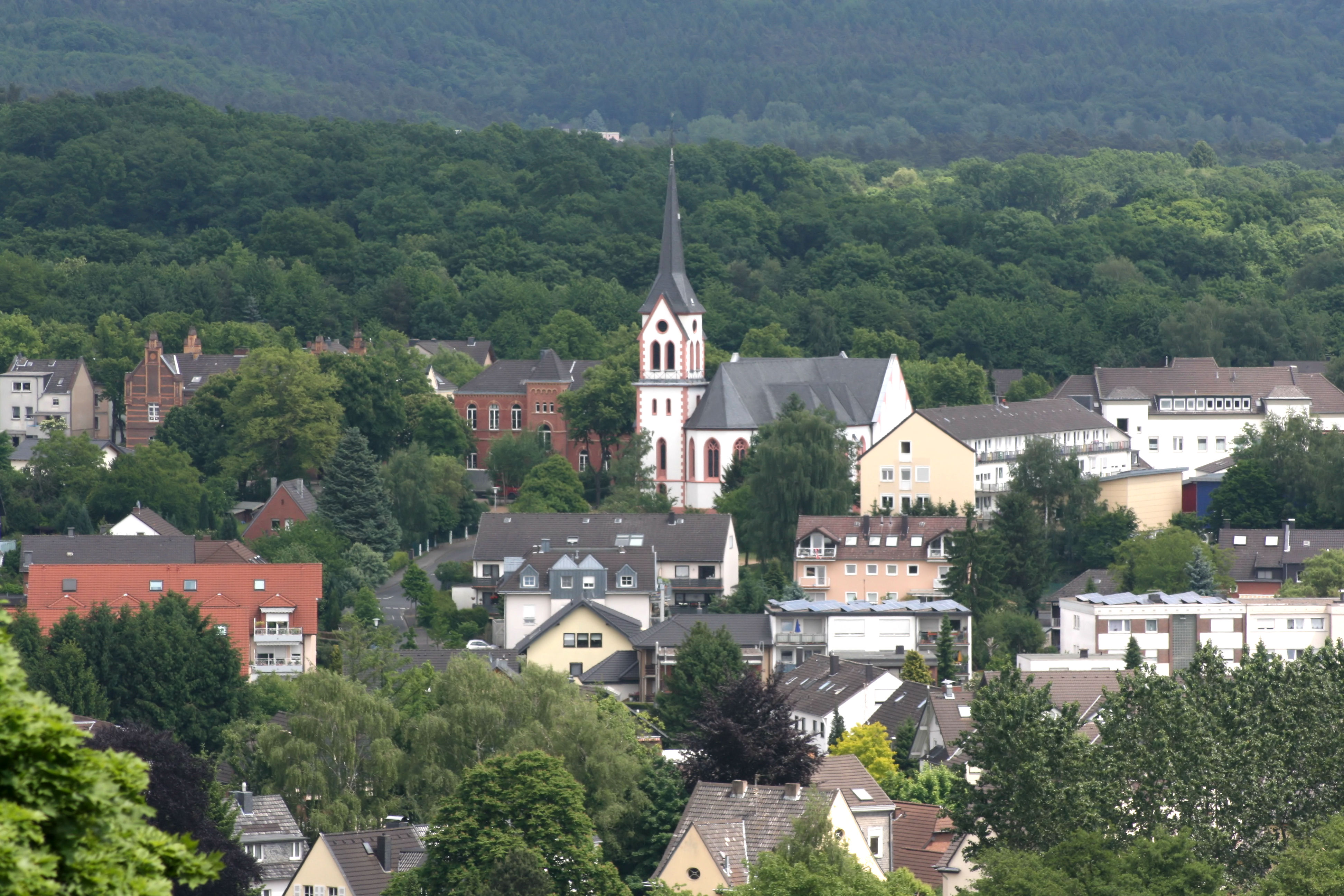
Die katholische Kirche St. Dreifaltigkeit

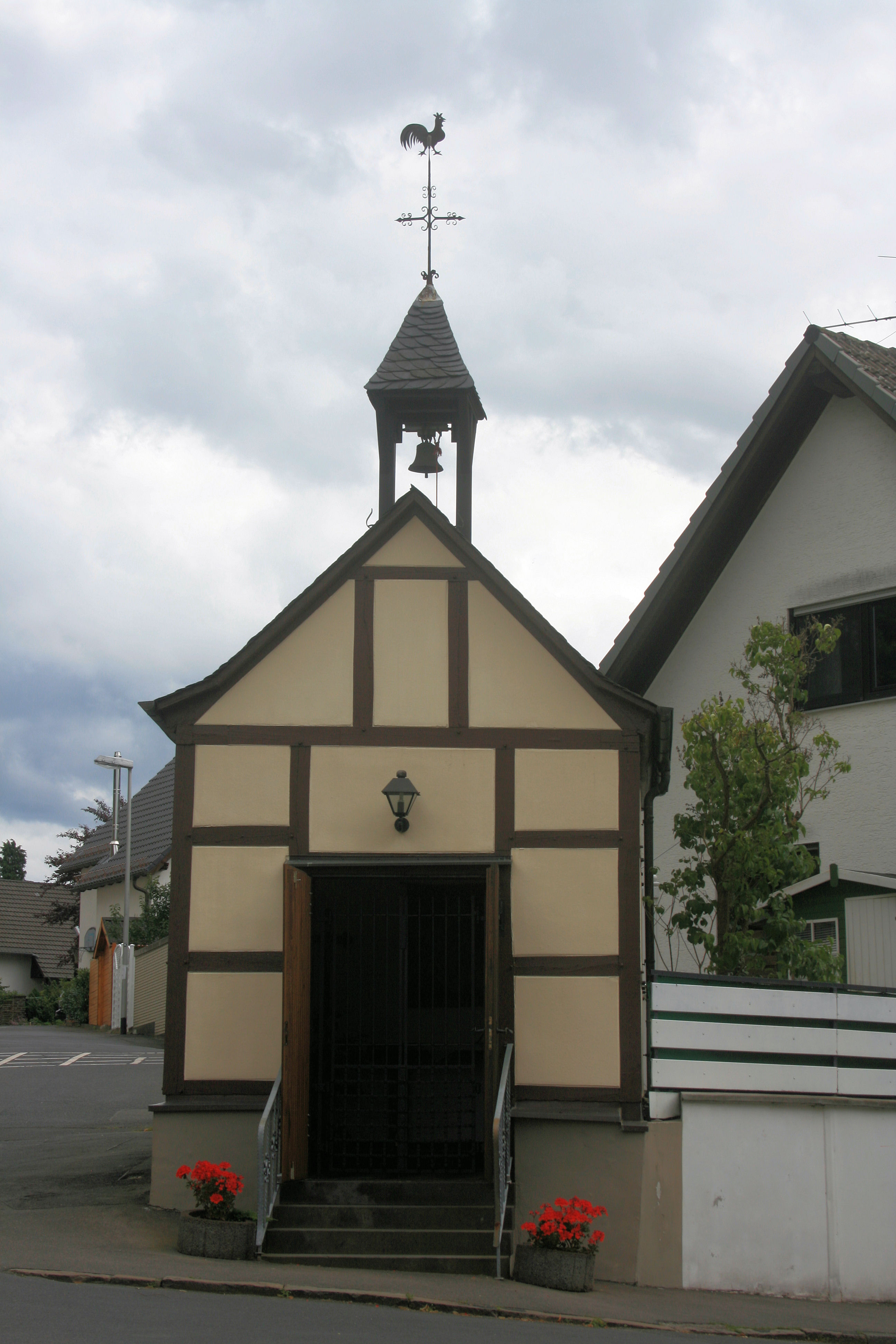
Die Wolsdorfer Kapelle

Die katholische Kirche St. Dreifaltigkeit wurde vom Kölner Diözesanbaumeister Heinrich Renard geplant und gebaut. Die Grundsteinlegung erfolgte am 20. Mai 1900; am 26. Mai 1901 wurde die Kirche als abhängiges Rektorat von St. Servatius Siegburg, also ohne Vermögensverwaltung, eingesegnet. Die Weihe erfolgte am 5. Juli 1905 durch Weihbischof Joseph Müller. Am 26. März 1909 erfolgte die Erhebung zum Pfarrrektorat (eigener Seelsorgebezirk). Ab 2008 gehörte die Kirchengemeinde infolge kirchlicher Umstrukturierung zunächst zum Seelsorgebereich Siegburg Ost. Am 1. Juli 2009 fusionierten dann alle Siegburger Pfarreien zur Pfarrei „Sankt Servatius Siegburg“.

### Kapelle
Die Hubertuskapelle hat eine alte Geschichte. Eine erste Kapelle stand bereits 1824 in einem Kataster. Sie hieß damals Dreifaltigkeitskapelle. 1835 wurden die Bezüge des Kapellendieners Heinrich Walterscheid auf 6 Reichstalern jährlich festgelegt. Die Kapelle betreute damals die 62 Haushalte in Wolsdorf und Stallberg, wo alle katholisch waren. Nach Errichtung der Kirche wurde die Kapelle in Hubertuskapelle umbenannt. 1945 wurde die Kapelle zerstört, 1949 von der Dorfgemeinschaft Alt Wolsdorf wiedererrichtet.

### Kinderheim
Das 1903 gegründete und nach Pauline von Mallinckrodt benannte Kinderheim ist eine Einrichtung der Jugendhilfe, die im Rahmen der Heimerziehung und anderer betreuter Wohnformen heute ca. 100 Kinder und Jugendliche betreut.

### Riemberger Hof
Hier fand am 18. September 1947 das erste Hörfunkkonzert des späteren WDR Sinfonieorchesters statt. Das Große Kölner Rundfunkorchester musizierte damals noch für einen Nordwestdeutschen Rundfunk.